# Thyridia simplicior
Thyridia simplicior är en fjärilsart som beskrevs av Johannes Karl Max Röber 1930. Thyridia simplicior ingår i släktet Thyridia och familjen praktfjärilar. Inga underarter finns listade i Catalogue of Life.